# Selvejende institution
 Der er for få eller ingen kildehenvisninger i denne artikel, hvilket er et problem. Du kan hjælpe ved at angive troværdige kilder til de påstande, som fremføres i artiklen.

En selvejende institution er et foretagende, der er selvstændigt virkende, uden at nogen kan råde over den. En selvejende institution er en juridisk person, der kan have rettigheder og forpligtelser.
Der findes en række forskellige former for selvejende institutioner, herunder:
- fonde*
- frivilligcentre
- uddannelsesinstitutioner
- daginstitutioner
- plejehjem
- institutioner med tilbud til udsatte grupper (forsorgshjem, kvindekrisecentre, væresteder mv.)
- sparekasser*
- pensionskasser
- realkreditinstitutter

* er pr. definition selvejende 
Inden for det offentlige har man også en række selvejende institutioner. Det drejer sig blandt andet om institutioner, der uddeler offentlige midler til øremærkede formål, f.eks. Statens Kunstfond.
Derudover findes en særlig form, som skiller sig ud, nemlig selvejende institutioner inden for den statslige forvaltning. Disse er i modsætning til private (“ægte”) selvejende institutioner ikke sikret mod indgreb fra statens side, herunder at deres formue ikke er beskyttet af Grundlovens § 73 om ejendomsrettens ukrænkelighed. De private selvejende institutioner er beskyttet af ejendomsretten i grundlovens § 73. En selvejende institution kan også være en fond. Trods selvejekonstruktionen er institutionerne underlagt omfattende offentligt tilsyn. I juridisk forstand er selvejende institutioner ikke en del af den offentlige forvaltning, men er dog stadig underlagt forvaltningsloven og offentlighedsloven.